# Rough (bài hát)
"Rough" (tiếng Hàn: 시간을 달려서; Romaja: Siganeul Dallyeoseo)  là một bài hát của nhóm nhạc nữ Hàn Quốc GFriend trong mini album thứ ba của nhóm, Snowflake (2016). Bài hát được phát hành vào ngày 25 tháng 1 năm 2016, thông qua Source Music.
Bài hát đã đứng đầu Gaon Digital Chart và là bài hát được tải nhiều nhất trong năm 2016 với 1,903,126 lượt tải xuống.

## Mô tả
Bài hát được viết và sản xuất bởi Iggy và Youngbae, những người trước đây đã từng sản xuất hai đĩa đơn đầu tiên của nhóm.

## Tiếp nhận
Bài hát đã lọt vào danh sách 20 bài hát K-pop xuất sắc nhất năm 2016 của Billboard ở vị trí số 13, nói rằng nhóm "củng cố vị trí của họ như là một trong những nhóm nhạc nữ mới hàng đầu", thêm vào đó họ "hoàn thiện công thức của họ về nhạc pop tổng hợp với những âm thanh vĩ cầm đầy kịch tính" với một "giọng hát đầy ngẫu hứng hơn chúng ta đã nghe từ sáu người đẹp".

## Thành tích trên bảng xếp hạng
Bài hát ra mắt ở vị trí số 2 trên Gaon Digital Chart, trên bảng xếp hạng từ ngày 24 đến 30 tháng 1 năm 2016, với 298,228 lượt tải xuống được bán và 4,598,171 lượt nghe trực tuyến. Trong tuần thứ hai, bài hát đứng ở vị trí số 2 và đứng đầu bảng xếp hạng vào tuần sau, đánh dấu đĩa đơn số 1 của nhóm tại Hàn Quốc. Bài hát đứng đầu bảng xếp hạng trong hai tuần liên tiếp và dành tổng cộng bảy tuần trong Top 10.
Bài hát được xếp ở vị trí số 14 trên bảng xếp hạng cho tháng 1 năm 2016, với 325,098 lượt tải xuống được bán và 5,287,188 lượt nghe trực tuyến. Vào tháng hai, bài hát đã đứng đầu bảng xếp hạng hàng tháng với 454,065 lượt tải xuống được bán và đứng đầu bảng xếp hạng trực tuyến với 22,466,115 lượt nghe.
Bài hát cũng khiến bảng xếp hạng cuối năm trở thành bài hát bán chạy thứ ba trong năm 2016, đứng đầu bảng xếp hạng tải xuống cuối năm với 1,903,126 lượt tải xuống được bán và 98,910,973 lượt nghe trực tuyến.

## Video âm nhạc
Một video âm nhạc cho bài hát đã được phát hành vào ngày 25 tháng 1 năm 2016. Video âm nhạc có sự tham gia của nhóm như những học sinh trung học.

## Bảng xếp hạng
| Bảng xếp hạng (2016) | Vị trí cao nhất |
| -------------------- | --------------- |
| Hàn Quốc (Gaon)      | 1               |

| Bảng xếp hạng (2016) | Vị trí cao nhất |
| -------------------- | --------------- |
| Hàn Quốc (Gaon)      | 3               |

## Giải thưởng

### Chương trình âm nhạc
| Tên chương trình          | Ngày phát sóng   |
| ------------------------- | ---------------- |
| The Show (SBS MTV)        | 2 tháng 2, 2016  |
| The Show (SBS MTV)        | 16 tháng 2, 2016 |
| Show Champion (MBC Music) | 3 tháng 2, 2016  |
| Show Champion (MBC Music) | 17 tháng 2, 2016 |
| Show Champion (MBC Music) | 24 tháng 2, 2016 |
| M Countdown (Mnet)        | 4 tháng 2, 2016  |
| M Countdown (Mnet)        | 11 tháng 2, 2016 |
| M Countdown (Mnet)        | 18 tháng 2, 2016 |
| Music Bank (KBS)          | 5 tháng 2, 2016  |
| Music Bank (KBS)          | 12 tháng 2, 2016 |
| Music Bank (KBS)          | 19 tháng 2, 2016 |
| Music Bank (KBS)          | 26 tháng 2, 2016 |
| Inkigayo (SBS)            | 7 tháng 2, 2016  |
| Inkigayo (SBS)            | 21 tháng 2, 2016 |
| Inkigayo (SBS)            | 28 tháng 2, 2016 |